# Gemmologia

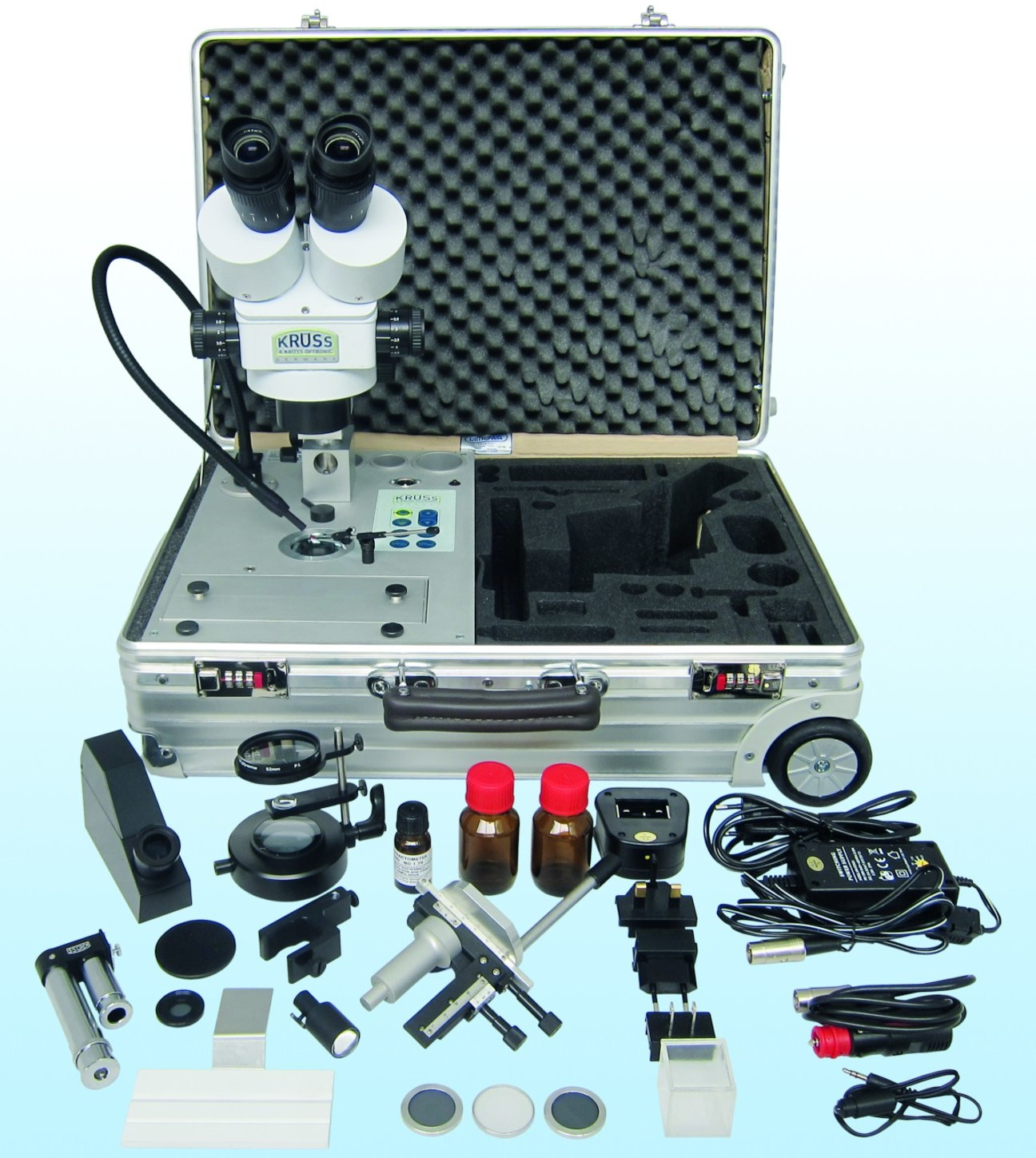
Podróżny zestaw narzędzi gemmologa

Gemmologia (z łac. gemma i gr. logos) – nauka o kamieniach szlachetnych i ozdobnych stosowanych w jubilerstwie i zdobnictwie, czyli o kamieniach jubilerskich. Gemma – słowo to oznaczało najpierw każdy kamień szlachetny, następnie kamień grawerowany służący do pieczętowania, a później kamień noszony także jako ozdoba. Gemma miała płaskorzeźbę rżniętą wypukło (kamea) lub wklęsło (intaglio). Logos – oznacza naukę, mowę.
Cechy jakościowe barwnych kamieni szlachetnych i ozdobnych podlegają ocenie metrologicznej. Podstawowym zadaniem gemmologii jest określenie barwy, jej odcienia i nasycenia oraz innych efektów optycznych i własności fizycznych.
Jako nauka o kamieniach szlachetnych i kamieniach ozdobnych jest dziedziną młodą, chociaż jej podstawy kształtowały się już w czasach starożytnych. Za najstarsze opisy kamieni szlachetnych należy uznać wzmianki zawarte w Biblii oraz w Iliadzie i Odysei. Rozwinęła się w XIX wieku obok nauk przyrodniczych – (geologii, mineralogii, krystalografii). Później związała się ściśle z podstawowymi kierunkami nowoczesnej fizyki i chemii.
Kierunki, którymi zajmuje się gemmologia:
- prace poszukiwawcze, których celem jest pozyskiwanie nowych kamieni naturalnych i ich barwnych odmian,
- badania identyfikacyjne i wycena kamieni szlachetnych i ozdobnych,
- doskonalenie nowych metod diagnostycznych z wykorzystaniem najnowszych osiągnięć nauki i techniki,
- prace nad zunifikowaniem definicji i określeń w celu uściślenia pojęć i dostosowania ich do obowiązujących norm międzynarodowych,
- kształcenie nowej kadry specjalistów w zakresie rzeczoznawstwa kamieni szlachetnych i ozdobnych,
- wiadomości o składzie i właściwościach kamieni szlachetnych, a także materiałów służących do sporządzania imitacji kamieni szlachetnych.

Wraz z postępem wiedzy współczesna gemmologia stała się nauką o materiałach gemmologicznych.
Funkcjonując na styku mineralogii, fizyki, chemii materiałów oraz inżynierii materiałowej, zajmuje się badaniem składu, struktury i własności materiałów gemmologicznych, ich genezą i pochodzeniem, technikami pozyskiwania i przetwarzania.